# گربه سیاه (شخصیت کمیک)
گربه سیاه یا بلک کت (به انگلیسی: Black Cat) با نام واقعی فیلیشیا هاردی یک شخصیت تخیلی و ضدقهرمان در کتاب‌های کمیک منتشر شده توسط مارول کامیکس است. این کاراکتر به دست مارو وولفمن و کیث پولارد خلق شده و برای اولین بار در کمیک مرد-عنکبوتی شگفت‌انگیز شماره ۱۹۴ام (ژوئیه ۱۹۷۹)حضور پیدا کرد. او یکی از معشوقه های شخصیت ابرقهرمان مرد عنکبوتی است.
اولین حضور لایو اکشن این شخصیت در فیلم مرد عنکبوتی شگفت انگیز 2 رقم خورد ولی در این فیلم او به صورت گربه سیاه ظاهر نشد و فقط نشان داده شد که او منشی هری ازبورن است. فلیسیتی جونز نقش وی را در این فیلم بازی می‌کند.
گربه سیاه در رتبهٔ ۲۷ام لیست «۱۰۰ شخصیت زن جذاب کمیک» از طرف راهنمای خریداران کمیک قرار دارد.